# Phyllolabis macroura
Phyllolabis macroura är en tvåvingeart som först beskrevs av Siebke 1863.  Phyllolabis macroura ingår i släktet Phyllolabis och familjen småharkrankar. Arten är reproducerande i Sverige. Inga underarter finns listade i Catalogue of Life.